# Solnetschnodolsk
Solnetschnodolsk (russisch Солнечнодо́льск) ist eine Siedlung städtischen Typs in der Region Stawropol (Russland) mit 12.137 Einwohnern (Stand 14. Oktober 2010).

## Geographie
Die Siedlung liegt knapp 50 km nordwestlich des Regionsverwaltungszentrums Stawropol im nördlichen Vorland des Großen Kaukasus. Sie befindet sich am linken Ufer des dort zum Nowotroizkoje-Stausees aufgestauten Jegorlyk.
Solnetschnodolsk gehört zum Rajons Isobilnenski und befindet sich knapp 20 km südwestlich von dessen Verwaltungszentrum Isobilny. Es ist Sitz und einziger Ort der gleichnamigen Stadtgemeinde (gorodskoje posselenije).

## Geschichte
Der Ort entstand im Zusammenhang mit dem 1971 begonnenen Bau des Wärmekraftwerkes Stawropolskaja GRES ab 1973 und erhielt im gleichen Jahr den Status einer Siedlung städtischen Typs. Der Name leitet sich von den russischen Wörtern solnze für Sonne und dolina für Tal ab. Die vier Blöcke des Kraftwerks gingen zwischen 1974 und 1983 in Betrieb.

### Bevölkerungsentwicklung
| Jahr | Einwohner |
| ---- | --------- |
| 1979 | 10.238    |
| 1989 | 11.118    |
| 2002 | 12.929    |
| 2010 | 12.137    |

Anmerkung: Volkszählungsdaten

## Wirtschaft und Verkehr
Ortsbildendes Unternehmen ist das von OGK-2 betriebene, am nördlichen Ortsrand gelegene Wärmekraftwerk Stawropolskaja GRES mit einer Leistung von 2400 MW.
16 km nördlich der Siedlung befindet sich die nächstgelegene Bahnstation an der Strecke Kawkasskaja (Kropotkin) – Stawropol, von wo ein Gleisanschluss zum Kraftwerk führt. Solnetschnodolsk liegt an der Regionalstraße 07K-038 nach Sengilejewskoje, die 10 km nördlich bei Nowotroizkaja an die 07K-036 Stawropol – Isobilny – Krasnogwardeiskoje anschließt.